# کارتنی شیلی
کارتنی شیلی (به انگلیسی: Courtney Shealy) (زادهٔ ۱۲ دسامبر ۱۹۷۷) شناگر اهل ایالات متحده آمریکا است.